# Kilomètre Zéro - Microbrasserie
Kilomètre Zéro est une microbrasserie indépendante française, située dans le 3ᵉ arrondissement de Paris, près de la place de la République. Elle associe la production de bières artisanales, la restauration de type brewpub et l’organisation d’événements culturels et musicaux. Son adresse est le 39 rue Notre Dame de Nazareth à Paris.

## Historique
Kilomètre Zéro est fondé à Paris par une équipe de cinq associés. Le lieu ouvre ses portes au public en tant que brewpub, combinant la production sur place de bières artisanales et un espace de restauration convivial, en novembre 2024.
Dès ses débuts, l’établissement se positionne comme une microbrasserie indépendante mettant l’accent sur l’expérimentation, l’utilisation de circuits courts et la valorisation du local.

## Production et bières
La brasserie produit sur place une gamme variée de bières artisanales. Sa carte comprend à la fois des styles classiques (IPA, porter, session beer) et des créations expérimentales.
Kilomètre Zéro est notamment connu pour sa Série Potager, intégrant des légumes et fruits de saison (betterave, rhubarbe, pastèque, etc.), ainsi que pour plusieurs collaborations avec d’autres microbrasseries françaises, comme la Brasserie d'Orville (Louvres), Patoche (Paris 18e), ou encore Spore (Normandie) ou Penrose (Pays de la Loire).
Le Kilomètre Zéro remporte la Route de la Bière édition 2025 en juillet 2025, organisé par l'association Samba et un Mars.

## Activités
Outre la production de bière, Kilomètre Zéro fonctionne comme un brewpub proposant une cuisine maison, de saison, avec des options végétariennes.
L’établissement organise régulièrement des événements :
- des concerts d’artistes émergents,
- un quiz musical hebdomadaire,
- des expositions et collaborations artistiques,
- des participations à des festivals brassicoles, tels que le Paris Beer Festival ou la Route de la Bière

## Engagements
Kilomètre Zéro revendique une identité indépendante et artisanale. La brasserie met en avant l’utilisation d’ingrédients locaux et biologiques, le recours aux circuits courts et une volonté de transparence dans ses pratiques.

## Catégories
- Microbrasserie
- Bière
- Paris

1. ↑  « Chez Kilomètre Zéro, de bonnes bières artisanales brassées sur place, dans le 3e arrondissement. - Resto et bar à Paris, la critique Télérama », sur www.telerama.fr, 28 mai 2025 (consulté le 19 août 2025)
2. ↑  Laurence Marot, « LES COUPS DE CŒUR DE KILOMÈTRE ZÉRO, UN BREWPUB QUI CARBURE À LA PASSION (1/3) | BARMAG », 10 mars 2025 (consulté le 19 août 2025)